# ラヴェングロ
『ラヴェングロ: 学者、ジプシー、司祭』（ラヴェングロ: がくしゃ、ジプシー、しさい、Lavengro: The Scholar, the Gypsy, the Priest）（1851年）は、自叙伝と小説の凡そ中間に属するジョージ・ボローの作品で、19世紀イギリス文学の模範であるとみなされている。著者自身によれば、「law-engro」とはロマ語で「言葉の達人（word master）」のことだという。歴史家のジョージ・マコーリー・トレヴェリアンはこの本を「強烈で風変わりな登場人物における当時の精神が息づいている本」と評した。
ジョージという名のこの物語の主人公は義勇軍連隊司令官の息子で、イングランド、スコットランドやアイルランドの様々な兵舎の町に連れていかれた。弁護士に弟子入りした後、ロンドンに移住するジョージはロンドン下級階層の生活を観察するのに十分な機会を与えてくれる職業であるグラブ街の三文文士になった。最後には腕白な子供みたく道路に飛び出すようになる。本編の様々な場面でロマ族の旅行家達と関わりを持つようになり、印象的で共感できるペン画を手渡す。『ラヴェングロ』の続編として『ロマ族のライ』が出版された。しかしながら2冊とも自己完結型ではない。寧ろ『ラヴェングロ』が100章で不意に終わり、そのまま続編の『ロマ族のライ』に話が継続される形になっている。だから2冊の本は順番通りに読む必要があるのだ。
1842年にボローは『ラヴェングロ』の執筆を始め、1843年末までに物語の大半を執筆し終えた。しかし、その後になってヨーロッパ西部への旅行や心身の不調などによりその歩みは妨げられることになった。彼がこの本を始めから自叙伝にするつもりでこの仕事に取りかかっていたのは確かなようで、執筆中に出版社であるマレーに送った手紙でこの本は自分の「人生」そのものであると何度も語っている。1848年、マレーはこの本を『ラヴェングロ（自叙伝）』と題して近刊の作品として公表した。それにもかかわらず、最終的にボローが引き渡したバージョンは架空の挿話が実際の記憶と密接に絡み合う自伝的小説へとその姿を変えていたのである。ただ本編の副題である「学者」だけはボローのことを表している。
初版本の発行部数は僅か3000部であった。このように本の売れ行きが悪かったため、1872年まで再版を要することはなかった。事実とフィクションが混ざり合い、ロマ族の生活が古風で趣のあるものとは十分に言えないと評され、書評家の評価は芳しいものとはいえなかった。雑誌『ブラックウッズ・マガジン』が象徴的な判断を下している:
占いや作り話、性的魅力といった話題における新たな発見を我々は求めた。ヒンドゥー教の神であるヴィシュヌのような3つの属性を持つラヴェングロは腕白な子供のいる国の最高位の王子であるグランド・カシケになり得るかもしれない! と。

しかし、我々はこの本を読んで失望してしまった。演技は約束に対して満足のいく関係に適してはいない……それなりに興味を引く冒険に真実の痕跡はなく、仮に我々がフィクションの光の中にそのような事案を検討するとしても、作品に価値を見出せるかについてはとても検討の余地はない。

1881年にボローが亡くなった後、『ラヴェングロ』は新たな読者を獲得した上に書評家からも熱狂的な賞賛を浴びるようになる。1893年版の序論において評論家であるセオドア・ワッツ＝ダントンは「『ラヴェングロ』にはイギリスの散文体文学でこの上ない一節がある」と断言している。1893年版を皮切りに、60年間で毎年1冊以上の再版が行われるようになった。1904年にオックスフォード大学出版局のオックスフォード・ワールド・クラシックスシリーズ、および1906年にはエヴリマンズ・ライブラリーに収蔵された。